# Everwild
Everwild foi um jogo de ação e aventura em produção pela Rare e publicado pela Xbox Game Studios exclusivamente para Microsoft Windows e Xbox Series X/S. é uma nova IP do estúdio britânico desde o lançamento de Sea of Thieves, em 2018. 

## Desenvolvimento
Anunciado em Londres, no evento da Xbox, o X019, Everwild é a mais nova produção de nível AAA do estúdio britânico Rare, responsável por Sea of Thieves, Killer Instinct, Battletoads e outras diversas franquias populares.
O jogo estava em desenvolvimento a mais de uma década, seria um lançamento exclusivo para o Microsoft Windows, Xbox Series X/S e também estaria disponível no dia de lançamento no Xbox Game Pass e Xbox Cloud Gaming.